# Protaetia rubrocuprea
Protaetia rubrocuprea är en skalbaggsart som beskrevs av Thierry Bourgoin 1917. Protaetia rubrocuprea ingår i släktet Protaetia och familjen Cetoniidae. Inga underarter finns listade i Catalogue of Life.